# Токское
Токское — село в Красногвардейском районе Оренбургской области. Административный центр Токского сельсовета.

## География
Село расположено на расстоянии 7 км от районного центра села Плешаново и примерно 250 км северо-западнее от Оренбурга.

## История
Меннонитское село Богомазово основано в 1891 году немцами-переселенцами из Молочанских меннонитских колоний. В 1966 году указом Президиума Верховного Совета РСФСР было переименовано в Токское.

## Население
| 1897 | 1910 | 1915 | 1917 | 1926 | 1930 | 2010 |
| ---- | ---- | ---- | ---- | ---- | ---- | ---- |
| 230  | ↘196 | ↗200 | ↗284 | ↗288 | ↗302 | ↗651 |

Проживают русские и башкиры.

## Улицы
| - ул. Дружба, - ул. Мира, - ул. Молодёжная, | - пер. Почтовый, - ул. Советская, - пер. Школьный. |

## Инфраструктура
В селе есть магазин, школа, детский сад, клуб, спорткомплекс, библиотека, почта России, спортивные площадки.